# 14041 Dürrenmatt
(14041) Durrenmatt, denumire internațională (14041) Dürrenmatt, este un asteroid din centura principală de asteroizi.

## Descriere
14041 Dürrenmatt este un asteroid din centura principală de asteroizi. A fost descoperit pe 21 septembrie 1995 la Tautenburg de Freimut Börngen. Asteroidul prezintă o orbită caracterizată de o semiaxă mare de 2,29 ua, o excentricitate de 0,18 și o înclinație de 3,4° în raport cu ecliptica.